# Kasper Andersen (cykelrytter)
 Der er flere personer med dette navn, se Kasper Andersen.
Kasper Andersen (født 1. juli 2002) er en cykelrytter fra Danmark, der er på kontrakt hos ASD Swatt Club.

## Karriere

### Junior
Sammen med holdkammerat Tobias Lund Andresen vandt Kasper Andersen i februar 2018 juniorudgaven af Københavns seksdagesløb.
Ved EM i landevejscykling 2020 vandt han guld i linjeløbet i junior-klassen.
Under Randers Bike Week som blev kørt fra 6. til 9. august 2020, underskrev Kasper Andersen kontrakt med det danske kontinentalhold ColoQuick Cycling gældende fra 1. januar 2021.